# 11e étape du Tour d'Italie 2025
Pour un article plus général, voir Tour d'Italie 2025.
La 11e étape du Tour d'Italie 2025 se déroule le mercredi 21 mai 2025 entre Viareggio, en Toscane, et Castelnovo ne' Monti, en Émilie-Romagne, sur une distance de 185 km.

## Parcours
Au départ de Viareggio, au bord de la Mer de Ligurie, cette étape de moyenne étape franchit à mi-parcours la principale difficulté du jour : l'Alpe San Pellegrino, un col de 1re catégorie long de 14,2 km. Ensuite, deux autres cols de 2e catégorie sont escaladés, le dernier étant la Pietra di Bismantova dont le sommet est franchi à 4,9 km de l'arrivée dans la commune de Castelnovo ne' Monti.

## Déroulement de la course
Issu d'un groupe de 25 coureurs, le maillot bleu Lorenzo Fortunato attaque à 103 kilomètres du terme, dans l'ascension de l'Alpe San Pellegrino, et fait la course seul en tête. Il est rattrapé une vingtaine de kilomètres plus loin par quatre hommes : son coéquipier Wout Poels, Luke Plapp, Nairo Quintana et Pello Bilbao. Les cinq échappés possèdent un avantage avoisinant les trois minutes à 36 km de l'arrivée. Ensuite cette avance fond rapidement. Dans la montée de Pietra di Bismantova, les fuyards sont repris et dépassés par Richard Carapaz sorti à cet instant du groupe maillot rose à 8 kilomètres du but. Carapaz poursuit son effort et franchit ce col avec une trentaine de secondes d'avance sur le groupe maillot rose puis maintient un avantage de 10 secondes sur la ligne d'arrivée.

## Résultats

### Classement de l'étape
| \| Classement de l'étape \| Classement de l'étape \| Classement de l'étape \| Classement de l'étape \| Classement de l'étape \| \| Coureur \| Coureur \| Pays \| Équipe \| Temps \| \| --------------------- \| --------------------- \| --------------------- \| ---------------------- \| --------------------- \| \| 1er \| Richard Carapaz \| Équateur \| EF Education-EasyPost \| 4 h 35 min 20 s \| \| 2e \| Isaac Del Toro \| Mexique \| UAE Team Emirates XRG \| + 10 s \| \| 3e \| Giulio Ciccone \| Italie \| Lidl-Trek \| + 10 s \| \| 4e \| Tom Pidcock \| Royaume-Uni \| Q36.5 Pro Cycling Team \| + 10 s \| \| 5e \| Egan Bernal \| Colombie \| Ineos Grenadiers \| + 10 s \| \| 6e \| Antonio Tiberi \| Italie \| Bahrain Victorious \| + 10 s \| \| 7e \| Juan Ayuso \| Espagne \| UAE Team Emirates XRG \| + 10 s \| \| 8e \| Einer Rubio \| Colombie \| Movistar Team \| + 10 s \| \| 9e \| Derek Gee \| Canada \| Israel-Premier Tech \| + 10 s \| \| 10e \| Diego Ulissi \| Italie \| XDS Astana Team \| + 10 s \| |                 |             |                        |                 |
| |                 |             |                        |                 |
| Source : ProCyclingStats |                 |             |                        |                 |
| Classement de l'étape |                 |             |                        |                 |
| Coureur | Coureur         | Pays        | Équipe                 | Temps           |
| 1er | Richard Carapaz | Équateur    | EF Education-EasyPost  | 4 h 35 min 20 s |
| 2e | Isaac Del Toro  | Mexique     | UAE Team Emirates XRG  | + 10 s          |
| 3e | Giulio Ciccone  | Italie      | Lidl-Trek              | + 10 s          |
| 4e | Tom Pidcock     | Royaume-Uni | Q36.5 Pro Cycling Team | + 10 s          |
| 5e | Egan Bernal     | Colombie    | Ineos Grenadiers       | + 10 s          |
| 6e | Antonio Tiberi  | Italie      | Bahrain Victorious     | + 10 s          |
| 7e | Juan Ayuso      | Espagne     | UAE Team Emirates XRG  | + 10 s          |
| 8e | Einer Rubio     | Colombie    | Movistar Team          | + 10 s          |
| 9e | Derek Gee       | Canada      | Israel-Premier Tech    | + 10 s          |
| 10e | Diego Ulissi    | Italie      | XDS Astana Team        | + 10 s          |

### Points attribués pour le classement par points
| Sprint intermédiaire Borgo a Mozzano (km 46,3) | Sprint intermédiaire Borgo a Mozzano (km 46,3) | Sprint intermédiaire Borgo a Mozzano (km 46,3) | Sprint intermédiaire Borgo a Mozzano (km 46,3) | Sprint intermédiaire Borgo a Mozzano (km 46,3) |
| ---------------------------------------------- | ---------------------------------------------- | ---------------------------------------------- | ---------------------------------------------- | ---------------------------------------------- |
|                                                | Coureur                                        | Pays                                           | Équipe                                         | Point(s)                                       |
| 1er                                            | Xabier Mikel Azparren                          | Espagne                                        | Q36.5 Pro Cycling Team                         | 12                                             |
| 2e                                             | Wilco Kelderman                                | Pays-Bas                                       | Team Visma - Lease a Bike                      | 8                                              |
| 3e                                             | Alessandro Tonelli                             | Italie                                         | Team Polti VisitMalta                          | 5                                              |
| 4e                                             | Martin Marcellusi                              | Italie                                         | VF Group - Bardiani CSF - Faizanè              | 3                                              |
| 5e                                             | Anthony Perez                                  | France                                         | Cofidis                                        | 1                                              |
| modifier                                       |                                                |                                                |                                                |                                                |

| Sprint intermédiaire Cerredolo (km 135,9) | Sprint intermédiaire Cerredolo (km 135,9) | Sprint intermédiaire Cerredolo (km 135,9) | Sprint intermédiaire Cerredolo (km 135,9) | Sprint intermédiaire Cerredolo (km 135,9) |
| ----------------------------------------- | ----------------------------------------- | ----------------------------------------- | ----------------------------------------- | ----------------------------------------- |
|                                           | Coureur                                   | Pays                                      | Équipe                                    | Point(s)                                  |
| 1er                                       | Lorenzo Fortunato                         | Italie                                    | XDS Astana Team                           | 12                                        |
| 2e                                        | Luke Plapp                                | Australie                                 | Team Jayco AlUla                          | 8                                         |
| 3e                                        | Pello Bilbao                              | Espagne                                   | Bahrain - Victorious                      | 5                                         |
| 4e                                        | Nairo Quintana                            | Colombie                                  | Movistar Team                             | 3                                         |
| 5e                                        | Wout Poels                                | Pays-Bas                                  | XDS Astana Team                           | 1                                         |
| modifier                                  |                                           |                                           |                                           |                                           |

| \| Arrivée d'étape Castelnovo ne' Monti (km 186) \| Arrivée d'étape Castelnovo ne' Monti (km 186) \| Arrivée d'étape Castelnovo ne' Monti (km 186) \| Arrivée d'étape Castelnovo ne' Monti (km 186) \| Arrivée d'étape Castelnovo ne' Monti (km 186) \| \| --------------------------------------------- \| --------------------------------------------- \| --------------------------------------------- \| --------------------------------------------- \| --------------------------------------------- \| \| \| Coureur \| Pays \| Équipe \| Point(s) \| \| 1er \| Richard Carapaz \| Équateur \| EF Education - EasyPost \| 25 \| \| 2e \| Isaac Del Toro \| Mexique \| UAE Team Emirates XRG \| 18 \| \| 3e \| Giulio Ciccone \| Italie \| Lidl - Trek \| 12 \| \| 4e \| Tom Pidcock \| Grande-Bretagne \| Q36.5 Pro Cycling Team \| 8 \| \| 5e \| Egan Bernal \| Colombie \| INEOS Grenadiers \| 6 \| \| 6e \| Antonio Tiberi \| Italie \| Bahrain - Victorious \| 5 \| \| 7e \| Juan Ayuso \| Espagne \| UAE Team Emirates XRG \| 4 \| \| 8e \| Einer Rubio \| Colombie \| Movistar Team \| 3 \| \| 9e \| Derek Gee \| Canada \| Israel - Premier Tech \| 2 \| \| 10e \| Diego Ulissi \| Italie \| XDS Astana Team \| 1 \| \| modifier \| \| \| \| \| |                 |                 |                         |          |
| Arrivée d'étape Castelnovo ne' Monti (km 186) |                 |                 |                         |          |
| | Coureur         | Pays            | Équipe                  | Point(s) |
| 1er | Richard Carapaz | Équateur        | EF Education - EasyPost | 25       |
| 2e | Isaac Del Toro  | Mexique         | UAE Team Emirates XRG   | 18       |
| 3e | Giulio Ciccone  | Italie          | Lidl - Trek             | 12       |
| 4e | Tom Pidcock     | Grande-Bretagne | Q36.5 Pro Cycling Team  | 8        |
| 5e | Egan Bernal     | Colombie        | INEOS Grenadiers        | 6        |
| 6e | Antonio Tiberi  | Italie          | Bahrain - Victorious    | 5        |
| 7e | Juan Ayuso      | Espagne         | UAE Team Emirates XRG   | 4        |
| 8e | Einer Rubio     | Colombie        | Movistar Team           | 3        |
| 9e | Derek Gee       | Canada          | Israel - Premier Tech   | 2        |
| 10e | Diego Ulissi    | Italie          | XDS Astana Team         | 1        |
| modifier |                 |                 |                         |          |

### Points attribués pour le classement du meilleur grimpeur
| Alpe San Pellegrino (km 93,6) 1re catégorie (13,8 km à 8,8%) | Alpe San Pellegrino (km 93,6) 1re catégorie (13,8 km à 8,8%) | Alpe San Pellegrino (km 93,6) 1re catégorie (13,8 km à 8,8%) | Alpe San Pellegrino (km 93,6) 1re catégorie (13,8 km à 8,8%) | Alpe San Pellegrino (km 93,6) 1re catégorie (13,8 km à 8,8%) |
| ------------------------------------------------------------ | ------------------------------------------------------------ | ------------------------------------------------------------ | ------------------------------------------------------------ | ------------------------------------------------------------ |
|                                                              | Coureur                                                      | Pays                                                         | Équipe                                                       | Point(s)                                                     |
| 1er                                                          | Lorenzo Fortunato                                            | Italie                                                       | XDS Astana Team                                              | 40                                                           |
| 2e                                                           | Nairo Quintana                                               | Colombie                                                     | Movistar Team                                                | 18                                                           |
| 3e                                                           | Pello Bilbao                                                 | Espagne                                                      | Bahrain - Victorious                                         | 12                                                           |
| 4e                                                           | Wout Poels                                                   | Pays-Bas                                                     | XDS Astana Team                                              | 9                                                            |
| 5e                                                           | Luke Plapp                                                   | Australie                                                    | Team Jayco AlUla                                             | 6                                                            |
| 6e                                                           | Rafał Majka                                                  | Pologne                                                      | UAE Team Emirates XRG                                        | 4                                                            |
| 7e                                                           | Juan Ayuso                                                   | Espagne                                                      | UAE Team Emirates XRG                                        | 2                                                            |
| 8e                                                           | Isaac Del Toro                                               | Mexique                                                      | UAE Team Emirates XRG                                        | 1                                                            |
| modifier                                                     |                                                              |                                                              |                                                              |                                                              |

| Toano (km 146,9) 2e catégorie (11,1 km à 4,9%) | Toano (km 146,9) 2e catégorie (11,1 km à 4,9%) | Toano (km 146,9) 2e catégorie (11,1 km à 4,9%) | Toano (km 146,9) 2e catégorie (11,1 km à 4,9%) | Toano (km 146,9) 2e catégorie (11,1 km à 4,9%) |
| ---------------------------------------------- | ---------------------------------------------- | ---------------------------------------------- | ---------------------------------------------- | ---------------------------------------------- |
|                                                | Coureur                                        | Pays                                           | Équipe                                         | Point(s)                                       |
| 1er                                            | Lorenzo Fortunato                              | Italie                                         | XDS Astana Team                                | 18                                             |
| 2e                                             | Nairo Quintana                                 | Colombie                                       | Movistar Team                                  | 8                                              |
| 3e                                             | Wout Poels                                     | Pays-Bas                                       | XDS Astana Team                                | 6                                              |
| 4e                                             | Pello Bilbao                                   | Espagne                                        | Bahrain - Victorious                           | 4                                              |
| 5e                                             | Luke Plapp                                     | Australie                                      | Team Jayco AlUla                               | 2                                              |
| 6e                                             | Mads Pedersen                                  | Danemark                                       | Lidl - Trek                                    | 1                                              |
| modifier                                       |                                                |                                                |                                                |                                                |

| \| Pietra di Bismantova (km 181,1) 2e catégorie (5,8 km à 5,8%) \| Pietra di Bismantova (km 181,1) 2e catégorie (5,8 km à 5,8%) \| Pietra di Bismantova (km 181,1) 2e catégorie (5,8 km à 5,8%) \| Pietra di Bismantova (km 181,1) 2e catégorie (5,8 km à 5,8%) \| Pietra di Bismantova (km 181,1) 2e catégorie (5,8 km à 5,8%) \| \| ------------------------------------------------------------ \| ------------------------------------------------------------ \| ------------------------------------------------------------ \| ------------------------------------------------------------ \| ------------------------------------------------------------ \| \| \| Coureur \| Pays \| Équipe \| Point(s) \| \| 1er \| Richard Carapaz \| Équateur \| EF Education - EasyPost \| 18 \| \| 2e \| Rafał Majka \| Pologne \| UAE Team Emirates XRG \| 8 \| \| 3e \| Brandon McNulty \| États-Unis \| UAE Team Emirates XRG \| 6 \| \| 4e \| Isaac Del Toro \| Mexique \| UAE Team Emirates XRG \| 4 \| \| 5e \| Juan Ayuso \| Espagne \| UAE Team Emirates XRG \| 2 \| \| 6e \| Adam Yates \| Grande-Bretagne \| UAE Team Emirates XRG \| 1 \| \| modifier \| \| \| \| \| |                 |                 |                         |          |
| Pietra di Bismantova (km 181,1) 2e catégorie (5,8 km à 5,8%) |                 |                 |                         |          |
| | Coureur         | Pays            | Équipe                  | Point(s) |
| 1er | Richard Carapaz | Équateur        | EF Education - EasyPost | 18       |
| 2e | Rafał Majka     | Pologne         | UAE Team Emirates XRG   | 8        |
| 3e | Brandon McNulty | États-Unis      | UAE Team Emirates XRG   | 6        |
| 4e | Isaac Del Toro  | Mexique         | UAE Team Emirates XRG   | 4        |
| 5e | Juan Ayuso      | Espagne         | UAE Team Emirates XRG   | 2        |
| 6e | Adam Yates      | Grande-Bretagne | UAE Team Emirates XRG   | 1        |
| modifier |                 |                 |                         |          |

### Points attribués pour le classement des sprints intermédiaires
| \| Red Bull KM Sprint Villa Minozzo (km 162,4) \| Red Bull KM Sprint Villa Minozzo (km 162,4) \| Red Bull KM Sprint Villa Minozzo (km 162,4) \| Red Bull KM Sprint Villa Minozzo (km 162,4) \| Red Bull KM Sprint Villa Minozzo (km 162,4) \| \| ------------------------------------------- \| ------------------------------------------- \| ------------------------------------------- \| ------------------------------------------- \| ------------------------------------------- \| \| \| Coureur \| Pays \| Équipe \| Point(s) \| \| 1er \| Nairo Quintana \| Colombie \| Movistar Team \| 15 \| \| 2e \| Lorenzo Fortunato \| Italie \| XDS Astana Team \| 8 \| \| 3e \| Pello Bilbao \| Espagne \| Bahrain - Victorious \| 5 \| \| 4e \| Wout Poels \| Pays-Bas \| XDS Astana Team \| 3 \| \| 5e \| Luke Plapp \| Australie \| Team Jayco AlUla \| 1 \| \| modifier \| \| \| \| \| |                   |           |                      |          |
| Red Bull KM Sprint Villa Minozzo (km 162,4) |                   |           |                      |          |
| | Coureur           | Pays      | Équipe               | Point(s) |
| 1er | Nairo Quintana    | Colombie  | Movistar Team        | 15       |
| 2e | Lorenzo Fortunato | Italie    | XDS Astana Team      | 8        |
| 3e | Pello Bilbao      | Espagne   | Bahrain - Victorious | 5        |
| 4e | Wout Poels        | Pays-Bas  | XDS Astana Team      | 3        |
| 5e | Luke Plapp        | Australie | Team Jayco AlUla     | 1        |
| modifier |                   |           |                      |          |

### Bonifications
|   | Coureur           | Pays     | Équipe               | Secondes |
| - | ----------------- | -------- | -------------------- | -------- |
| 1 | Nairo Quintana    | Colombie | Movistar Team        | 6 s      |
| 2 | Lorenzo Fortunato | Italie   | XDS Astana Team      | 4 s      |
| 3 | Pello Bilbao      | Espagne  | Bahrain - Victorious | 2 s      |

|   | Coureur         | Pays     | Équipe                  | Secondes |
| - | --------------- | -------- | ----------------------- | -------- |
| 1 | Richard Carapaz | Équateur | EF Education - EasyPost | 10 s     |
| 2 | Isaac Del Toro  | Mexique  | UAE Team Emirates XRG   | 6 s      |
| 3 | Giulio Ciccone  | Italie   | Lidl - Trek             | 4 s      |

## Classements à l'issue de l'étape

### Classement général
| \| Classement général \| Classement général \| Classement général \| Classement général \| Classement général \| \| Coureur \| Coureur \| Pays \| Équipe \| Temps \| \| ------------------ \| ------------------ \| ------------------ \| -------------------------- \| ------------------ \| \| 1er \| Isaac Del Toro \| Mexique \| UAE Team Emirates XRG \| 38 h 47 min 01 s \| \| 2e \| Juan Ayuso \| Espagne \| UAE Team Emirates XRG \| + 31 s \| \| 3e \| Antonio Tiberi \| Italie \| Bahrain Victorious \| + 1 min 07 s \| \| 4e \| Simon Yates \| Royaume-Uni \| Team Visma \\| Lease a Bike \| + 1 min 09 s \| \| 5e \| Primož Roglič \| Slovénie \| Red Bull-Bora-Hansgrohe \| + 1 min 24 s \| \| 6e \| Richard Carapaz \| Équateur \| EF Education-EasyPost \| + 1 min 56 s \| \| 7e \| Giulio Ciccone \| Italie \| Lidl-Trek \| + 2 min 09 s \| \| 8e \| Brandon McNulty \| États-Unis \| UAE Team Emirates XRG \| + 2 min 16 s \| \| 9e \| Adam Yates \| Royaume-Uni \| UAE Team Emirates XRG \| + 2 min 33 s \| \| 10e \| Thymen Arensman \| Pays-Bas \| Ineos Grenadiers \| + 2 min 33 s \| |                 |             |                            |                  |
| |                 |             |                            |                  |
| Source : ProCyclingStats |                 |             |                            |                  |
| Classement général |                 |             |                            |                  |
| Coureur | Coureur         | Pays        | Équipe                     | Temps            |
| 1er | Isaac Del Toro  | Mexique     | UAE Team Emirates XRG      | 38 h 47 min 01 s |
| 2e | Juan Ayuso      | Espagne     | UAE Team Emirates XRG      | + 31 s           |
| 3e | Antonio Tiberi  | Italie      | Bahrain Victorious         | + 1 min 07 s     |
| 4e | Simon Yates     | Royaume-Uni | Team Visma \| Lease a Bike | + 1 min 09 s     |
| 5e | Primož Roglič   | Slovénie    | Red Bull-Bora-Hansgrohe    | + 1 min 24 s     |
| 6e | Richard Carapaz | Équateur    | EF Education-EasyPost      | + 1 min 56 s     |
| 7e | Giulio Ciccone  | Italie      | Lidl-Trek                  | + 2 min 09 s     |
| 8e | Brandon McNulty | États-Unis  | UAE Team Emirates XRG      | + 2 min 16 s     |
| 9e | Adam Yates      | Royaume-Uni | UAE Team Emirates XRG      | + 2 min 33 s     |
| 10e | Thymen Arensman | Pays-Bas    | Ineos Grenadiers           | + 2 min 33 s     |

### Classement par points
| Classement par points | Classement par points | Classement par points | Classement par points      | Classement par points |
| Coureur               | Coureur               | Pays                  | Équipe                     | Points                |
| --------------------- | --------------------- | --------------------- | -------------------------- | --------------------- |
| 1er                   | Mads Pedersen         | Danemark              | Lidl-Trek                  | 153 pts               |
| 2e                    | Alessandro Tonelli    | Italie                | Team Polti VisitMalta      | 64 pts                |
| 3e                    | Olav Kooij            | Pays-Bas              | Team Visma \| Lease a Bike | 55 pts                |
| 4e                    | Isaac Del Toro        | Mexique               | UAE Team Emirates XRG      | 54 pts                |
| 5e                    | Casper van Uden       | Pays-Bas              | Team Picnic-PostNL         | 50 pts                |
| 6e                    | Richard Carapaz       | Équateur              | EF Education-EasyPost      | 45 pts                |
| 7e                    | Wout van Aert         | Belgique              | Team Visma \| Lease a Bike | 43 pts                |
| 8e                    | Orluis Aular          | Venezuela             | Movistar Team              | 42 pts                |
| 9e                    | Edoardo Zambanini     | Italie                | Bahrain Victorious         | 41 pts                |
| 10e                   | Tom Pidcock           | Royaume-Uni           | Q36.5 Pro Cycling Team     | 39 pts                |

### Classement de la montagne
| Classement de la montagne | Classement de la montagne | Classement de la montagne | Classement de la montagne     | Classement de la montagne |
| Coureur                   | Coureur                   | Pays                      | Équipe                        | Points                    |
| ------------------------- | ------------------------- | ------------------------- | ----------------------------- | ------------------------- |
| 1er                       | Lorenzo Fortunato         | Italie                    | XDS Astana Team               | 156 pts                   |
| 2e                        | Juan Ayuso                | Espagne                   | UAE Team Emirates XRG         | 54 pts                    |
| 3e                        | Paul Double               | Royaume-Uni               | Team Jayco AlUla              | 36 pts                    |
| 4e                        | Manuele Tarozzi           | Italie                    | VF Group-Bardiani CSF-Faizanè | 32 pts                    |
| 5e                        | Isaac Del Toro            | Mexique                   | UAE Team Emirates XRG         | 30 pts                    |
| 6e                        | Nairo Quintana            | Colombie                  | Movistar Team                 | 28 pts                    |
| 7e                        | Pello Bilbao              | Espagne                   | Bahrain Victorious            | 28 pts                    |
| 8e                        | Sylvain Moniquet          | Belgique                  | Cofidis                       | 22 pts                    |
| 9e                        | Luke Plapp                | Australie                 | Team Jayco AlUla              | 22 pts                    |
| 10e                       | Richard Carapaz           | Équateur                  | EF Education-EasyPost         | 19 pts                    |

### Classement du meilleur jeune
| Classement du meilleur jeune | Classement du meilleur jeune | Classement du meilleur jeune | Classement du meilleur jeune | Classement du meilleur jeune |
| Coureur                      | Coureur                      | Pays                         | Équipe                       | Temps                        |
| ---------------------------- | ---------------------------- | ---------------------------- | ---------------------------- | ---------------------------- |
| 1er                          | Isaac Del Toro               | Mexique                      | UAE Team Emirates XRG        | 38 h 47 min 01 s             |
| 2e                           | Juan Ayuso                   | Espagne                      | UAE Team Emirates XRG        | + 31 s                       |
| 3e                           | Antonio Tiberi               | Italie                       | Bahrain Victorious           | + 1 min 07 s                 |
| 4e                           | Giulio Pellizzari            | Italie                       | Red Bull-Bora-Hansgrohe      | + 3 min 49 s                 |
| 5e                           | Davide Piganzoli             | Italie                       | Team Polti VisitMalta        | + 3 min 59 s                 |
| 6e                           | Max Poole                    | Royaume-Uni                  | Team Picnic-PostNL           | + 5 min 34 s                 |
| 7e                           | Embret Svestad-Bårdseng      | Norvège                      | Arkéa-B&B Hotels             | + 12 min 55 s                |
| 8e                           | Edoardo Zambanini            | Italie                       | Bahrain Victorious           | + 19 min 48 s                |
| 9e                           | Mathias Vacek                | Tchéquie                     | Lidl-Trek                    | + 22 min 24 s                |
| 10e                          | Marco Frigo                  | Italie                       | Israel-Premier Tech          | + 23 min 20 s                |

### Classement par équipes
| Classement par équipes | Classement par équipes     | Classement par équipes | Classement par équipes |
| Équipe                 | Équipe                     | Pays                   | Temps                  |
| ---------------------- | -------------------------- | ---------------------- | ---------------------- |
| 1re                    | UAE Team Emirates XRG      | Émirats arabes unis    | 116 h 17 min 15 s      |
| 2e                     | Bahrain-Victorious         | Bahreïn                | + 20 min 30 s          |
| 3e                     | Lidl-Trek                  | États-Unis             | + 22 min 11 s          |
| 4e                     | Team Visma \| Lease a Bike | Pays-Bas               | + 23 min 26 s          |
| 5e                     | Ineos Grenadiers           | Royaume-Uni            | + 25 min 48 s          |
| 6e                     | XDS Astana Team            | Kazakhstan             | + 26 min 13 s          |
| 7e                     | Red Bull-BORA-hansgrohe    | Allemagne              | + 31 min 34 s          |
| 8e                     | Movistar Team              | Espagne                | + 31 min 48 s          |
| 9e                     | Team Jayco AlUla           | Australie              | + 39 min 29 s          |
| 10e                    | EF Education-EasyPost      | États-Unis             | + 42 min 32 s          |

## Abandons
Aucun abandon.

## Sanctions
| Coureur        | Équipe                 | Sanctions                          | Raison |
| -------------- | ---------------------- | ---------------------------------- | --- |
| Tom Pidcock    | Q36.5 Pro Cycling Team | - 25 points UCI. 500 CHF d'amende. | Art. 2.12.007 8.3 "Coureur ou membre d’une équipe se débarrassant sans précaution d’un déchet ou de tout autre objet en dehors des zones de déchets, ou ne les retournant pas à un membre de l’organisation ou d’une équipe ou ne collectant pas des déchets leurs ayant été confiés ou jet à un spectateur. Se débarrasser d’un déchet ou de tout autre objet de manière dangereuse ou sans précaution (exemples : bidon ou autre objet rebondissant ou restant sur la chaussée, jet en direction d’un spectateur ou avec une force excessive, jet causant une manœuvre dangereuse d’un coureur ou d’un véhicule, jet causant le déplacement d’un spectateur sur la chaussée)." |
| Brandon Rivera | INEOS Grenadiers       | 200 CHF d'amende.                  | Art. 2.12.007 4.11 "Ravitaillement irrégulier (« bidon collé » sur courte distance, etc.)" |
|                | INEOS Grenadiers       | 500 CHF d'amende.                  | Art. 2.12.007 4.11 "Ravitaillement irrégulier (« bidon collé » sur courte distance, etc.)" |